# Sugárfegyver
A sugárfegyver az energiafegyverek egyik típusa, a sci-fi műfajának klasszikus fegyvere. A könyvekben és filmekben sokféle formában és néven megjelenik, mint például; halálsugár, hősugár vagy lézerpisztoly.
Egy igen korai megjelenési formája a hősugár volt, mely H. G. Wells, Világok harca című regényében szerepelt 1898-ban. Mikor az 1960-as években felfedezték a lézert, az addig népszerű „halálsugár” elnevezést felváltotta a lézer megnevezés. Mire a lézer felfedezésének varázsa kezdett megfakulni, az írók új neveket találtak ki, ilyen a Star Trek című filmsorozatban szereplő fézer.